# Wolfgang Ewer
Wolfgang Reinhard Ewer (* 1955 in Berlin) ist ein deutscher Jurist, Rechtsanwalt und Hochschullehrer.

## Leben
Ewer absolvierte ein Studium der Rechtswissenschaft absolvierte an der Freien Universität Berlin und an der Christian-Albrechts-Universität zu Kiel. Nach dem Rechtsreferendariat in Schleswig-Holstein wurde er 1986 als Anwalt zugelassen. Er ist in Kiel als Rechtsanwalt und Fachanwalt für Verwaltungsrecht tätig und lehrt an der Kieler Christian-Albrechts-Universität, seit 2005 als Honorarprofessor. Ewer hat zahlreiche Fachartikel zu den Themen des öffentlichen Rechts veröffentlicht. Er ist Mitherausgeber der Fachzeitschrift Neue Juristische Wochenschrift (NJW).
Ewer vertrat verschiedene Fraktionen des deutschen Bundestages in Organstreitverfahren gegen die Bundesregierung und den Bundesrat sowie die Fraktion Die Linke und Bündnis 90/Die Grünen in dem Beschlussverfahren zum NSA-Untersuchungsausschuss vor dem Bundesverfassungsgericht. Er vertrat auch Bürger bei Verfassungsbeschwerden.
Von 2009 bis 2015 war Ewer Präsident des Deutschen Anwaltsvereins (DAV). 2017 wurde Ewer Präsident des Bundesverbands der Freien Berufe, zwischenzeitlich ist er dessen Ehrenpräsident.

## Ehrungen und Auszeichnungen
2018 wurde er mit dem Bundesverdienstkreuz am Bande ausgezeichnet.